# Сајберсекс
Сајберсекс је форма виртуелног и имагинарног секса, у којој се две или више особа сусрећу само на рачунарској мрежи. „Секс” се своди на размену експлицитних порука и форма је играња сексуалних улога, описивањем активности, чиме се стимулишу сексуална осећања и фантазије. У одређеном контексту, сајберсекс је напредовао употребом мини камерица (тзв. веб-камера) којима се у реалном времену преноси видео запис. Поједини сексолози сматрају да може помоћи људима јер не изазива ризично понашање и нежељене последице, док други аутори сматрају да може изазвати психичку зависност.